# Hysterura multifaria
Hysterura multifaria là một loài bướm đêm trong họ Geometridae.